# Raghunathrao Shankarrao Gandekar
Raghunathrao Shankarrao Gandekar (Bhor, 20 settembre 1878 – Bhor, 27 agosto 1951) è stato un principe indiano.
Fu Pant Sachiv dal 1922 al 1935 e poi Raja di Bhor dal 1922 al 1948.

## Biografia

### I primi anni
Raghunathrao Shankarrao nacque a Bhor nel 1878, figlio di Shankarrao Chimnajirao Pant Sachiv, X raja di Bhor, e di sua moglie la principessa Jijibai Ranisaheb. Succedette al trono di Bhor alla morte di suo padre il 18 luglio 1922.
Raghunathrao frequentò la Poona Government High School di Poona e poi si iscrisse all'Università di Bombay nel 1899. Completò la propria formazione al Deccan college di Poona. Sino al 1905 ebbe modo di approfondire gli studi di legge, in preparazione al suo futuro ruolo di raja. Su consiglio dell'agente politico britannico a Bhor, L. C. Swifte, ospitò a corte H. F. Carvalho, un magistrato di Poona esperto di legge. Nel 1907, sempre su raccomandazione di Swifte, prese parte a diversi processi che si svolsero a Poona per impratichirsi in materia di legislazione criminale, praticando per sei anni. Venne infine nominato magistrato onorario nel 1907. Mentre si trovava a Poona, ebbe l'occasione di incontrare altri esperti nel campo delle leggi. La modestia e la gentilezza del suo carattere e del suo comportamento gli procurarono l'apprezzamento dei successivi Governatori di Bombay, dei commissari e degli agenti politici. W. D. Sheppard, agente politico a Poona, scrisse una lettera a suo padre Shankarrao Raosaheb sostenendo che il giovane era tenuto in grande stima da tutti coloro coi quali entrava in contatto, dal momento che era un giovane nobile d'alto profilo.
Presenziò al Delhi Durbar di Edoardo VII nel 1903 ed a quello di Giorgio V nel 1911.
Nel 1913 suo padre gli conferì il potere di giudice assistente.
Nel 1918 fu nominato ufficiale assistente al reclutamento per le truppe fornite dallo stato di Bhor all'Inghilterra nell'ambito del primo conflitto mondiale, motivo che gli valse l'apprezzamento particolare del governo di Bombay.

### Il regno

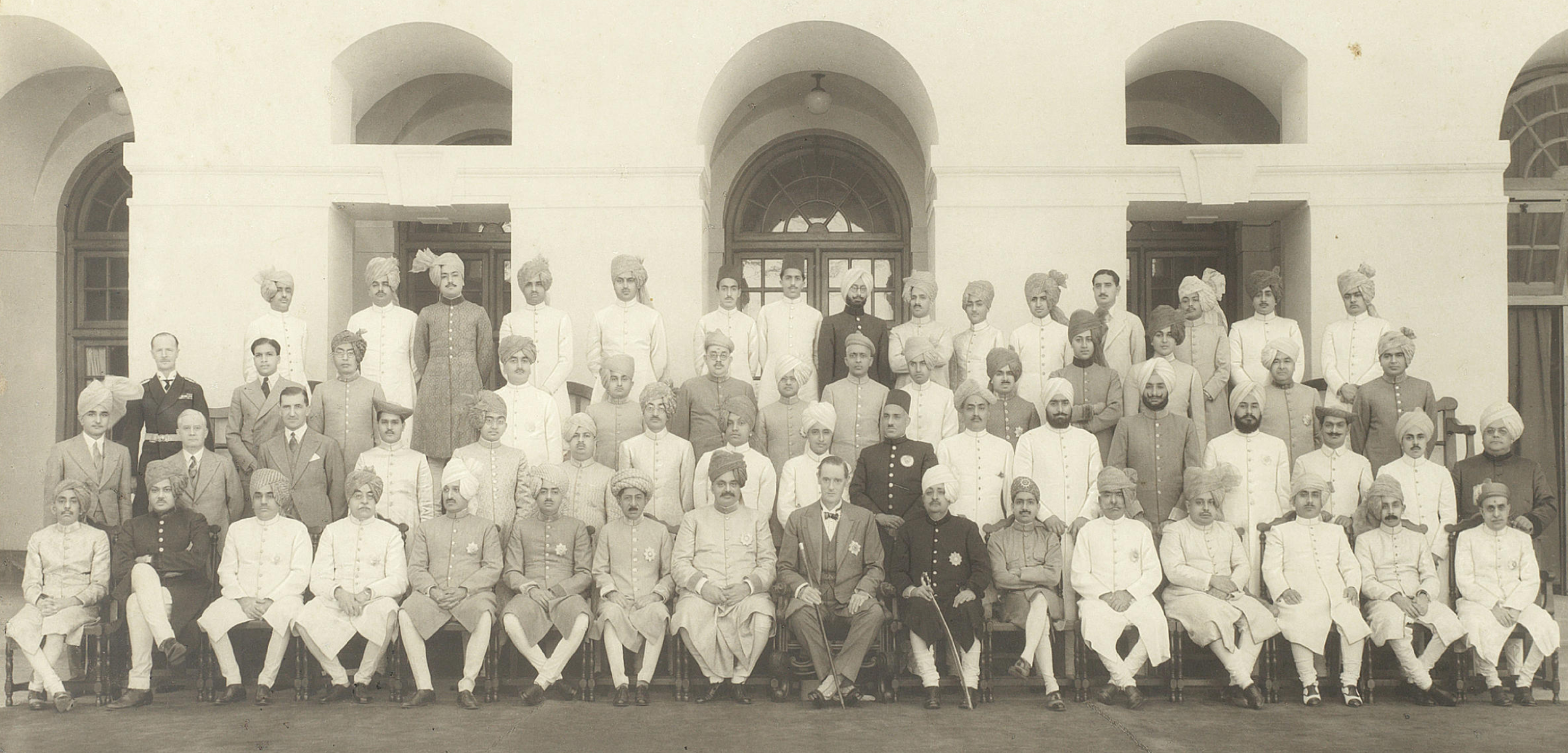
Il raja di Bhor, Raghunathrao Shankarrao Pant Sachiv, con altri membri della Camera dei Principi.

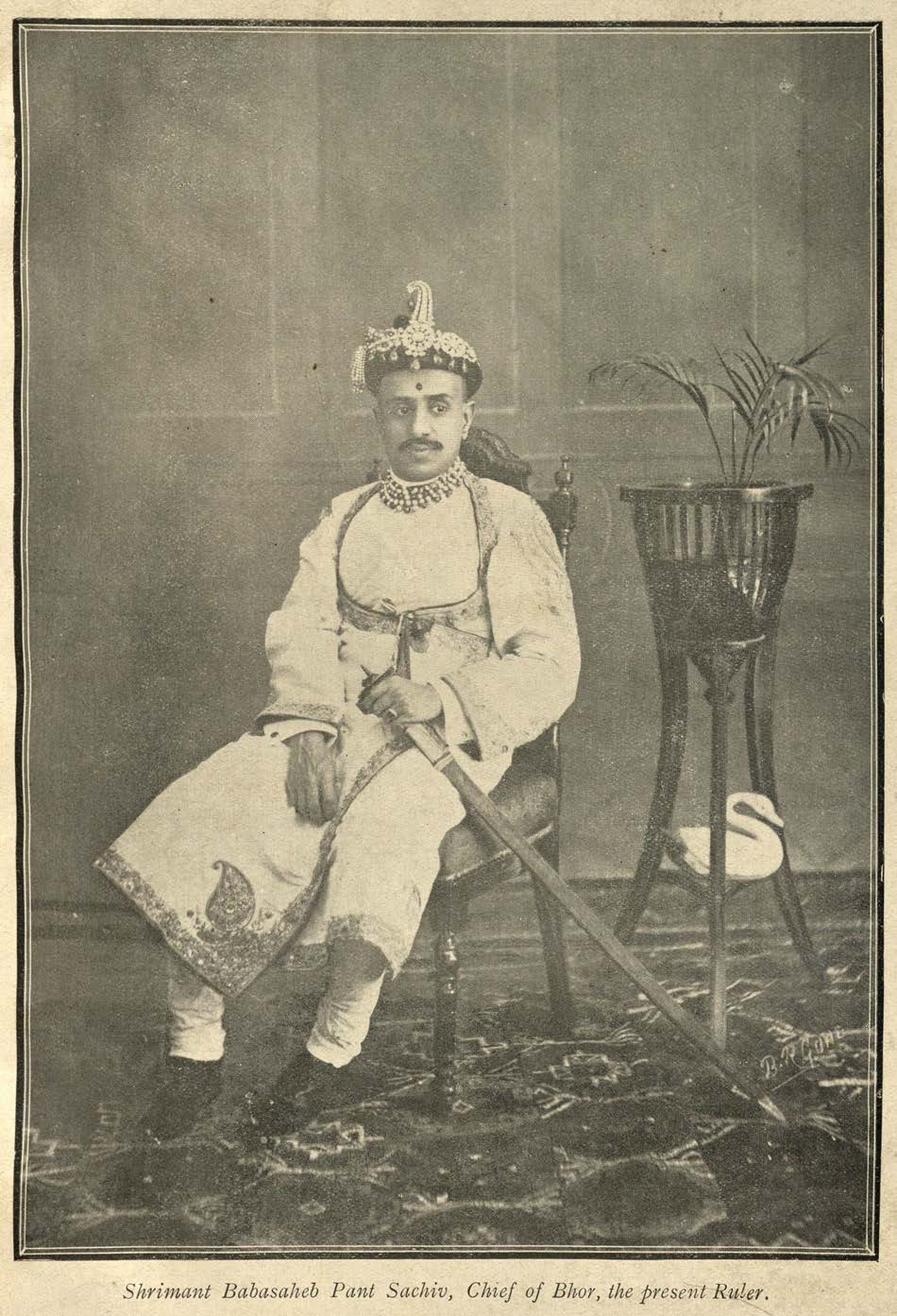
Il raja Raghunathrao nel suo palazzo nel 1930.

Asceso al trono, mise in pratica tutto ciò che aveva appreso come principe, dimostrando vedute democratiche nell'amministrazione dello stato. Tra le prime riforme che attuò vi fu l'applicazione totale della libertà di pensiero, parola e associazione dei suoi sudditi, abolendo anche alcune tasse giudicate ormai medievali nella loro applicazione. Portò avanti nel contempo delle riforme costituzionali. Fondò un Lokpaksh per la risoluzione dei conflitti insorti tra il popolo e lo stato, servendosi dell'aiuto di Chandrashekhar Agashe, già nominato da suo padre al ruolo di giudice al tribunale reale nel 1920.
Nel 1921 rese gratuita l'educazione primaria, facendo costruire la prima biblioteca pubblica a Bhor nel 1928 e la scuola superiore di Bhor nel 1937.
Per facilitare le operazioni di stato ed il governo dello stesso, creò un consiglio esecutivo composto da cinque ministri a partire dal 1925. Il gabinetto di governo, presieduto dal raja stesso, comprendeva un diwan nelle funzioni di primo ministro e vicepresidente, un ministro con competenze in materia di giustizie, educazione e salute, uno con competenze finanziarie, sull'amministrazione delle foreste e della guerra e un segretario privato. Questo sistema fu visto con sospetto dalla vecchia aristocrazia locale in quanto sentito eccessivamente democratico.

#### La riforma dell'educazione
Sin dalla sua ascesa al trono, Raghunathrao si impegnò per cercare di eradicare l'analfabetismo e l'ignoranza tra i suoi sudditi, proponendo come soluzione l'educazione del popolo. Rajasaheb fece edificare scuole primarie e secondarie in più di 56 villaggi con popolazione superiore ai 500 individui e una scuola superiore separata per le ragazze di Bhor. Istituì diverse scuole private, librerie pubbliche per consentire anche agli studenti più poveri di avere una istruzione. Donò 10.000 rupie al Willingdon College della società educativa del Deccan istituendo anche diverse borse di studio per gli studenti più meritevoli.

## Matrimonio
Raghunathrao sposò Gangutai, figlia di Balasaheb Vinchurkar, il 1º giugno 1893. Il loro primo figlio, Sadashivrao Raghunathrao Gandekar, nacque il 27 settembre 1904. Gangutai morì nel 1907 e fu un duro colpo per Raghunathrao. Nel 1909 venne spinto a risposarsi con Laxmibai Ranisaheb, figlia di Vasudeorao G. Puranik di Poona. Raghunathrao ebbe due figli e una figlia con Laxmibai, Anandrao Raghunathrao Gandekar, Narayanrao Raghunathrao Gandekar e Vijayadevi.